# Paul von Hindenburg

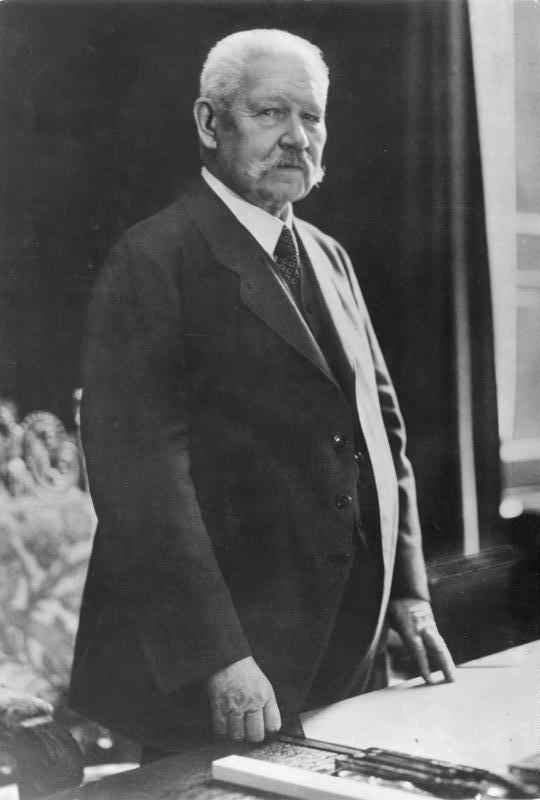
Paul von Hindenburg 1932 als Reichspräsident

Paul Ludwig Hans Anton von Beneckendorff und von Hindenburg (* 2. Oktober 1847 in Posen; † 2. August 1934 auf Gut Neudeck, Ostpreußen) war ein deutscher Generalfeldmarschall, Politiker und von 1925 bis zu seinem Tod Reichspräsident.
Im Ersten Weltkrieg übte die von ihm geführte Oberste Heeresleitung von 1916 bis 1918 de facto die Regierungsgewalt aus.
Hindenburg wurde 1925 zum zweiten Reichspräsidenten der Weimarer Republik gewählt. Mit der Ernennung des ersten Kabinetts Brüning ging er 1930 zum autoritären Präsidialregime über. Er wurde bei der Reichspräsidentenwahl 1932 wiedergewählt und blieb bis zu seinem Tod im Amt. Nachdem Hindenburg Adolf Hitler mehrmals als Regierungschef abgelehnt hatte, ernannte er ihn am 30. Januar 1933 zum Reichskanzler. In der Folge ermöglichte er der NSDAP, eine Diktatur zu errichten. Am 1. Februar 1933 löste er den Reichstag auf und unterzeichnete die Notverordnungen, mit denen die Presse- und Meinungsfreiheit (4. Februar) eingeschränkt und die Grundrechte (28. Februar) aufgehoben wurden.

## Leben

### Familie

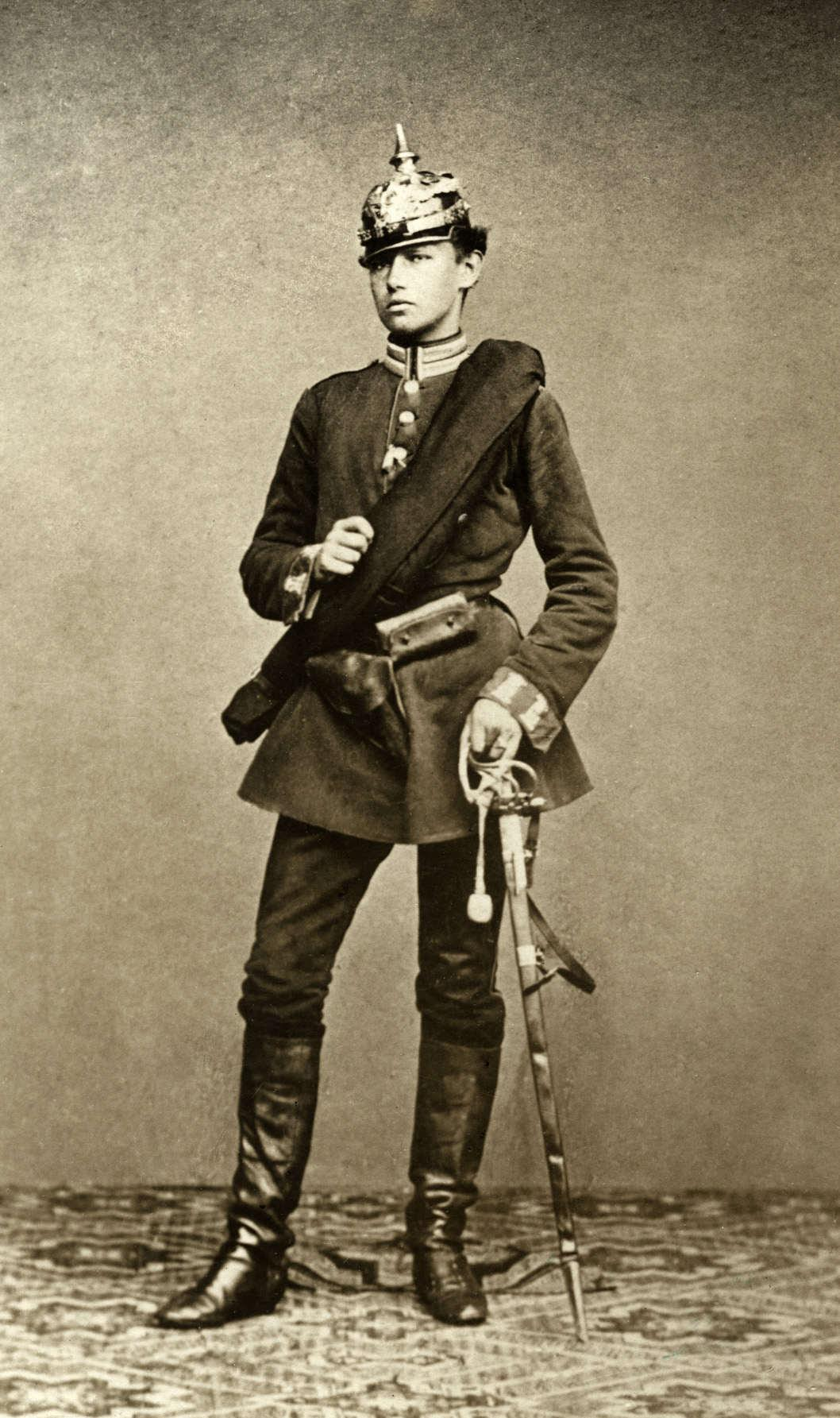
Paul von Hindenburg als Leutnant 1866

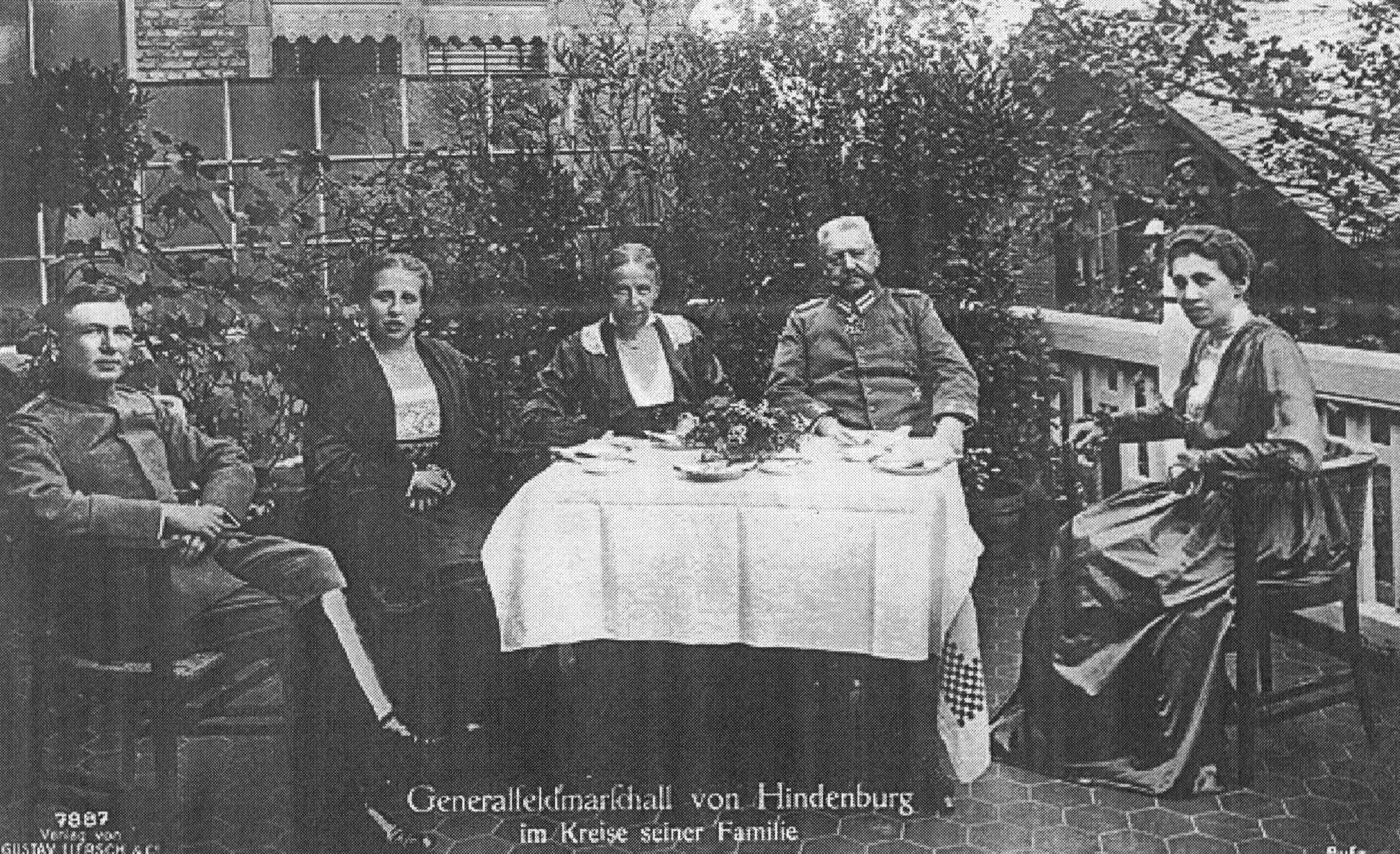
Hindenburg im Kreise seiner Familie, 1917

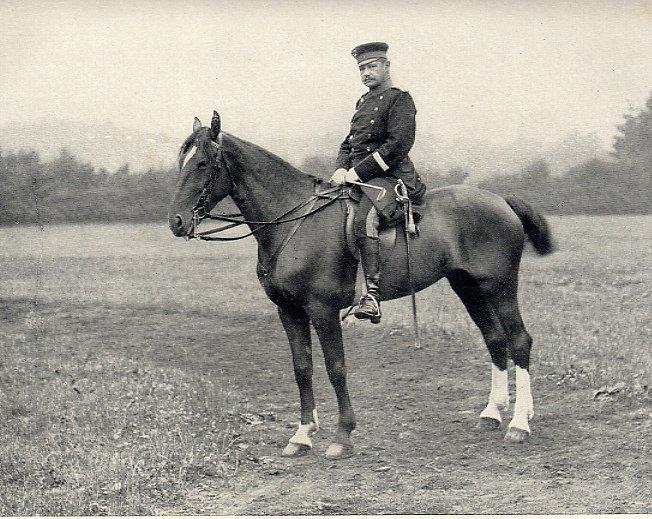
Hindenburg als Major, um 1890

Paul von Hindenburg entstammte väterlicherseits der evangelischen ostpreußischen Adelsfamilie von Beneckendorff und von Hindenburg. Er wurde 1847 als Sohn des preußischen Offiziers und Gutsbesitzers Robert von Beneckendorff und von Hindenburg (1816–1902) und seiner bürgerlichen Ehefrau Luise Schwickart (1825–1893) geboren. Sein elf Jahre jüngerer Bruder Bernhard von Hindenburg verfasste 1915 die erste Biografie des Feldmarschalls.
Zunächst war Paul von Hindenburg mit Irmengard von Rappard (1853–1871) aus Sögeln (Bramsche) verlobt, die jedoch vor der Hochzeit mit 17 Jahren an Tuberkulose verstarb (bis zu seinem Lebensende sandte er an jedem Todestag einen Kranz ans Grab). Am 24. September 1879 heiratete er Gertrud von Sperling (1860–1921). Aus dieser Ehe gingen die Kinder Irmengard Pauline (1880–1948), Oskar (1883–1960) und Annemarie (1891–1978) hervor. Die ältere Tochter heiratete 1902 Hans Joachim von Brockhusen (1860–1928), die jüngere 1912 Christian von Pentz (1882–1952) und der Sohn 1921 Margarete von Marenholtz (1897–1988). Seinen Neffen Wolf von Beneckendorff (1891–1960), den späteren Schauspieler, adoptierte Hindenburg, nachdem dessen Eltern gestorben waren.

### Militärische Laufbahn
Als Sohn eines preußischen Offiziers beschritt Hindenburg ebenfalls die militärische Laufbahn. Nach jeweils zweijährigem Besuch der Bürgerschule (Grundschule) und des evangelischen Gymnasiums in Posen besuchte er von 1859 bis 1863 die Kadettenanstalt in Wahlstatt in Schlesien und ab Ostern 1863 die Hauptkadettenanstalt in Berlin. 1865 wurde er Königin Elisabeth, der Witwe des verstorbenen preußischen Königs Friedrich Wilhelm IV., als Leibpage zugeteilt.
Im April 1866 nahm ihn als Leutnant das 3. Garde-Regiment zu Fuß auf, das im Deutschen Krieg in Böhmen eingesetzt wurde. In der Schlacht bei Königgrätz durchschlug eine Gewehrkugel Hindenburgs Helm, verwundete ihn aber nur leicht am Kopf. Im Deutsch-Französischen Krieg kämpfte Hindenburg 1870/71 in der Schlacht bei Gravelotte und der Schlacht von Sedan und nahm am 18. Januar 1871 an der Kaiserproklamation in Versailles teil.
Von 1873 bis 1876 besuchte er die Kriegsakademie in Berlin, die er mit der Qualifikation für den Generalstab verließ. 1877 wurde er in den Großen Generalstab versetzt und im folgenden Jahr zum Hauptmann ernannt. 1881 diente er im Generalstab der 1. Division in Königsberg und wurde zum Major befördert. Im März 1888 zählte er zu den Offizieren, die am aufgebahrten Leichnam Kaiser Wilhelms I. Totenwache hielten.
Im Jahr 1890 leitete er die II. Abteilung im Kriegsministerium und wurde im Jahr darauf Oberstleutnant. 1893 kommandierte er das Oldenburgische Infanterieregiment Nr. 91 und am 17. März 1894 wurde er zum Oberst befördert.
Am 15. August 1896 wurde er Chef des Generalstabes des VIII. Armee-Korps in Koblenz und im Jahr darauf am 22. März 1897 zum Generalmajor ernannt. Am 9. Juli 1900 erfolgte seine Beförderung zum Generalleutnant und die Ernennung zum Kommandeur der 28. Division in Karlsruhe. Am 27. Januar 1903 wurde er zum Kommandierenden General des IV. Armee-Korps in Magdeburg ernannt.
Er war als Chef des großen Generalstabs im Gespräch und soll auch als preußischer Kriegsminister gehandelt worden sein. Am 22. Juni 1905 wurde er zum General der Infanterie befördert. Auf eigenen Wunsch hin wurde er im März 1911 unter Verleihung des Schwarzen Adlerordens in den Ruhestand verabschiedet.
Als Pensionär zog Hindenburg nach Hannover und bezog in der Oststadt als Mieter die Villa Köhler, Am Holzgraben 1.

### Erster Weltkrieg

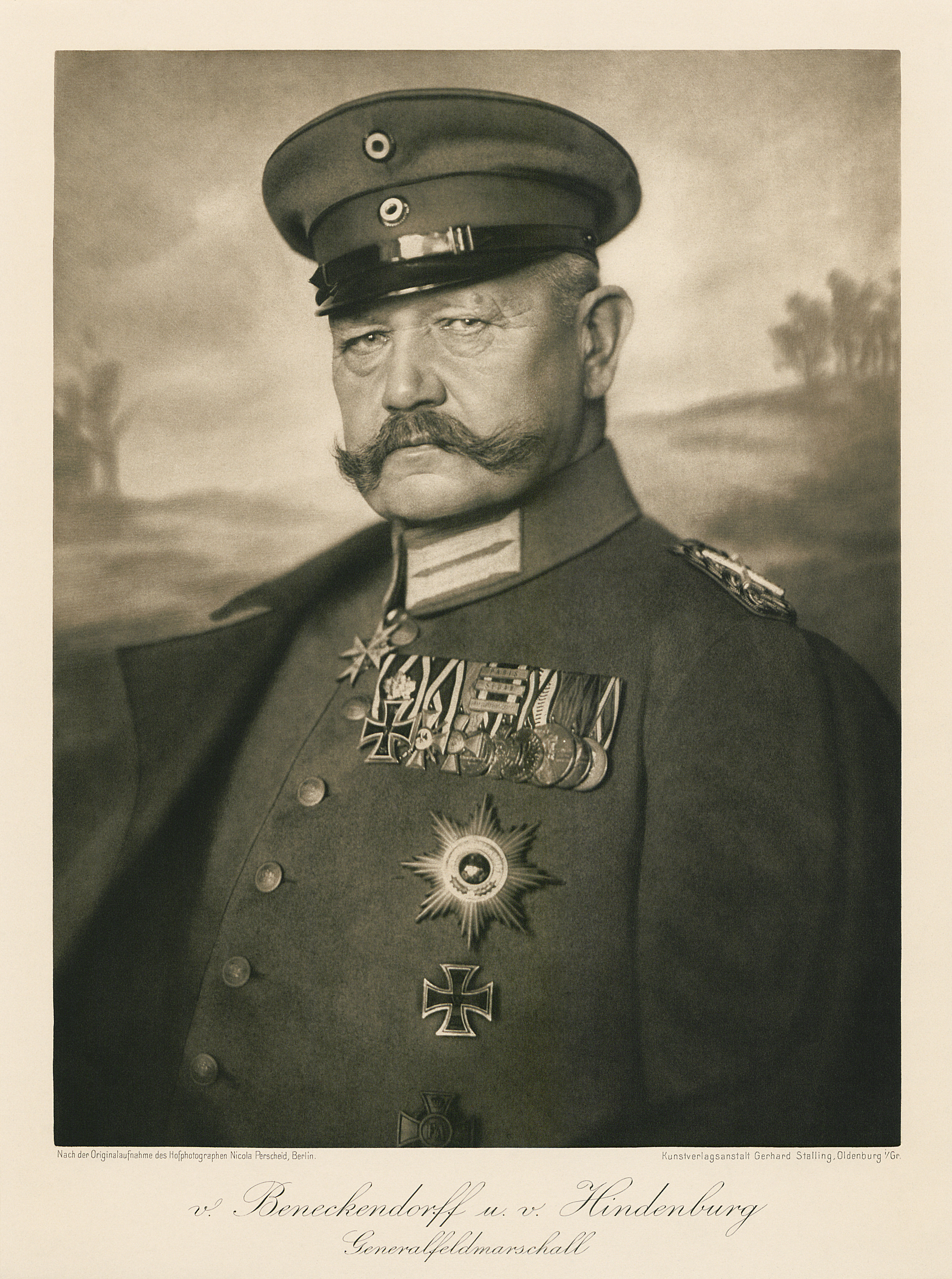
Paul von Hindenburg, Fotoporträt von Nicola Perscheid, um 1915

Am 22. August 1914 wurde Hindenburg Oberbefehlshaber der 8. Armee. Bereits am nächsten Morgen reiste er nach Ostpreußen ab, wo er vier Tage später bei der Schlacht bei Tannenberg zum Generaloberst befördert wurde. Am 2. September 1914 verlieh ihm der deutsche Kaiser Wilhelm II. den Orden Pour le Mérite. Vom 6. bis 14. September nahm er an der Schlacht an den Masurischen Seen teil. Er wurde am 1. November 1914 Oberbefehlshaber Ost und am 27. November 1914 zum Generalfeldmarschall befördert. Am 23. Februar 1915 wurde Hindenburg für den Sieg in der Winterschlacht in Masuren mit dem Eichenlaub zum Pour le Mérite geehrt. Am 29. August 1916 erfolgte seine Ernennung zum Chef des Generalstabes des Feldheeres. Er wurde am 9. Dezember 1916 mit dem Großkreuz des Eisernen Kreuzes geehrt. Am 25. März 1918 bekam Hindenburg die Sonderstufe zum Großkreuz des Eisernen Kreuzes, den sogenannten Hindenburgstern. Am 25. Juni 1919 trat er als Chef des Generalstabes des Heeres zurück. Am 3. Juli 1919 wurde die Mobilmachungsbestimmung aufgehoben.

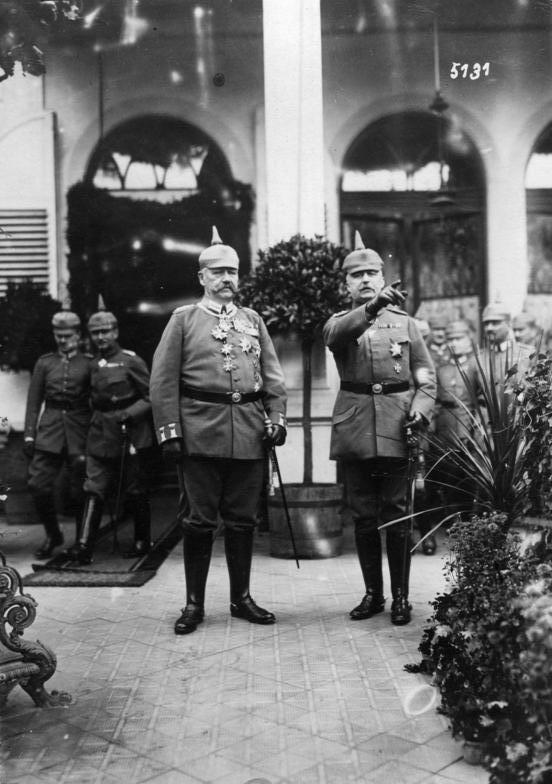
Hindenburg und Ludendorff im Großen Hauptquartier in Bad Kreuznach, 1917

Bei Beginn des Ersten Weltkrieges hatte sich Hindenburg zunächst vergeblich um ein Kommando bemüht. Erst als die Lage an der Ostfront außer Kontrolle zu geraten drohte, wurde er zum Oberbefehlshaber der 8. Armee ernannt, mit Generalmajor Erich Ludendorff als Stabschef. Unter seinem Kommando wurde die nach Ostpreußen eingedrungene russische Narew-Armee in einer Umfassungs- und Vernichtungsschlacht (bei Tannenberg) geschlagen, die vom 26. bis zum 30. August 1914 andauerte. Dieser Sieg war für Hindenburg in zweierlei Hinsicht von entscheidender Bedeutung. Zum einen war er der Beginn der engen Zusammenarbeit mit Ludendorff, dessen strategischem Geschick der Sieg in erster Linie zu verdanken war – Hindenburg selbst traf kaum Entscheidungen und erwähnte wiederholt, dass er während der Schlacht sehr gut geschlafen habe. Zum anderen begründete er Hindenburgs ganz außerordentliches Prestige, das ihn im weiteren Verlauf des Krieges zum mächtigsten Mann in Deutschland machen sollte. An diesem politischen Mythos, der sich um seine Person und den Sieg ranken sollte, arbeitete er selbst aktiv mit. Unmittelbar nach der Schlacht setzte er durch, dass sie nach dem vom Kampfgeschehen am Rande betroffenen Ort Tannenberg genannt werden sollte. In der Schlacht bei Tannenberg (polnisch: Schlacht bei Grunwald) hatte 1410 ein polnisch-litauisches Heer den Deutschen Orden vernichtend geschlagen, eine „Scharte“, die der auf die Wirkung in der Öffentlichkeit bedachte Hindenburg durch die Namensgebung auszuwetzen versuchte. Der triumphale Sieg wurde von der Öffentlichkeit in der Folge Hindenburg zugeschrieben und brachte ihm die Ernennung zum Generalfeldmarschall und die Verleihung des Sterns zum Großkreuz des Eisernen Kreuzes. Von großer Bedeutung und Nachwirkung war seine und Ludendorffs Rolle bei der ab 1915 erfolgenden Etablierung des Militärstaates „Land Ober Ost“.
Hindenburgs Rolle im Ersten Weltkrieg beruhte vor allem auf dem Mythos als „Sieger von Tannenberg“, weniger auf seinen tatsächlichen militärischen Leistungen. Im August 1916 übernahm er mit Ludendorff die Oberste Heeresleitung (OHL), die schnell an Einfluss auf die Politik des Deutschen Reiches gewann und Wilhelm II. praktisch entmachtete. Hindenburg war dabei (mit)verantwortlich für entscheidende Weichenstellungen im Krieg wie die Eröffnung des uneingeschränkten U-Boot-Krieges, die Ablehnung eines Verständigungsfriedens und die Diktatfrieden von Brest-Litowsk und Bukarest. Die Machtfülle von Hindenburg und Ludendorff war so groß, dass verschiedene Zeitgenossen wie Max Weber, Wilhelm Solf und Friedrich Meinecke von einer regelrechten „Militärdiktatur“ der dritten OHL sprachen. Dieser Begriff wurde von verschiedenen Historikern übernommen. Andere Historiker wie Gregor Schöllgen und Hans-Ulrich Wehler weisen dagegen darauf hin, dass die Machtausübung der OHL nicht im strengen Sinne als Militärdiktatur gewertet werden könne, da sie die politische Führung nie verantwortlich übernommen habe und durchaus auch innenpolitisch an Grenzen gestoßen sei. Wehler betont aber, dass „die indirekte, gleichwohl massive ‚faktische Machtausübung‘ der 3. OHL unübersehbar zutage“ getreten sei. Wolfram Pyta charakterisiert Hindenburgs Herrschaft, wie sie seit 1916 ausgeübt wurde, als Sonderform der charismatischen Herrschaft.
Nach der militärischen Niederlage 1918 riet Hindenburg am 9. November 1918 Wilhelm II., aus dem Hauptquartier im belgischen Spa nicht nach Deutschland zurückzukehren, sondern politisches Asyl in den Niederlanden zu suchen. Dieser fügte sich und übertrug Hindenburg vor Abreise den Oberbefehl über das Heer. Durch die Zusammenarbeit mit der neuen republikanischen Regierung versuchte er, Unruhen innerhalb des Heeres entgegenzuwirken. Mit Abschluss des Versailler Vertrages im Juli 1919 gewährte Reichspräsident Friedrich Ebert Hindenburg auf dessen Wunsch den Abschied.
Vor dem Untersuchungsausschuss für die Schuldfragen des Weltkrieges der Weimarer Nationalversammlung verbreitete Hindenburg am 18. November 1919 die Dolchstoßlegende. Den Text der Aussage hatte wahrscheinlich der deutschnationale Politiker Karl Helfferich in Absprache mit Ludendorff verfasst. Hindenburg behauptete, ein Sieg über die Entente wäre möglich gewesen, „wenn die geschlossene und einheitliche Zusammenwirkung von Heer und Heimat eingetreten wäre“. Dass sie nicht eingetreten sei, sei darauf zurückzuführen, dass „die deutsche Armee […] von hinten erdolcht“ worden wäre, eine Metapher, die er „einem englischen General“ zuschrieb. Tatsächlich hatte die Neue Zürcher Zeitung Ende November 1918 General Frederick Maurice eine ähnliche Formulierung fälschlich in den Mund gelegt. Auch inhaltlich war Hindenburgs Aussage unwahr, denn das Deutsche Reich hatte den Ersten Weltkrieg militärisch verloren. Die Entscheidung, den Waffenstillstand abzuschließen, der ihm eine Fortsetzung des Krieges unmöglich machte, kam nicht von der revolutionären Regierung, dem Rat der Volksbeauftragten, sondern war noch vor der Novemberrevolution von der letzten kaiserlichen Regierung getroffen worden. Auch um von seinem eigenen militärischen Versagen als Heerführer abzulenken, propagierte Hindenburg aber weiter die Mär, Deutschlands Niederlage wäre durch demokratische und sozialistische Umtriebe herbeigeführt worden. In Hindenburgs (von einem Ghostwriter verfassten) Memoiren hieß es 1920:

„Wie Siegfried unter dem hinterlistigen Speerwurf des grimmigen Hagen, so stürzte unsere ermattete Front; vergebens hatte sie versucht, aus dem versiegenden Quell der heimatlichen Kraft neues Leben zu trinken.“

Diese Verschwörungstheorie wälzte das Odium der Niederlage von den Kräften des Kaiserreichs auf die Parteien ab, die die junge Weimarer Republik trugen. Diese wurde dadurch in den Augen vieler Deutscher delegitimiert. Die Tatsache, dass das Reich den Weltkrieg militärisch verloren hatte, wollten sie nicht wahrhaben. Nach dem Urteil des Historikers Wolfgang Niess hat kaum „ein anderer Armeechef der Weltgeschichte […] sich aus Feigheit und politischem Kalkül so erfolgreich darum gedrückt, die Verantwortung für einen verlorenen Krieg zu übernehmen wie Hindenburg“.

### Ruhestand in Hannover 1919–1925
Am 25. Juni 1919 trat Hindenburg von seinem Posten als Chef des Generalstabes des Heeres zurück und verließ seinen letzten Dienstort Kolberg. Er wählte Hannover, das ihn im August 1915 zum Ehrenbürger ernannt und ihm im Oktober 1918 im Zooviertel eine Villa zum lebenslangen Nießbrauch überlassen hatte (siehe Hindenburgvilla), zu seinem Alterssitz. Von dort unternahm er in den folgenden Jahren viele Reisen durch das Reich, besonders durch Ostpreußen, wo er sich als Befreier Ostpreußens einer großen Popularität erfreute. 1921 wurde er Vorsitzender der Deutschenhilfe und Ehrenbursch des Corps Montania Freiberg.
Nachdem beim ersten Wahlgang zur Reichspräsidentenwahl am 29. März 1925 kein Kandidat eine absolute Mehrheit erreicht hatte, fragten die Rechtsparteien bei dem parteilosen Hindenburg eine Kandidatur an. Der 77-Jährige äußerte sich zunächst zögerlich, stimmte jedoch schließlich zu.
Am 23. November 1925 wurden sein Sohn Oskar von Hindenburg erster und Wedige von der Schulenburg zweiter militärischer Adjutant. Sein Sohn wurde im Laufe der Zeit persönlicher Assistent des Reichspräsidenten und damit faktisch Bindeglied zwischen dem Staatsoberhaupt und dem Reichswehrministerium in der Bendlerstraße.

### Hindenburg als Reichspräsident

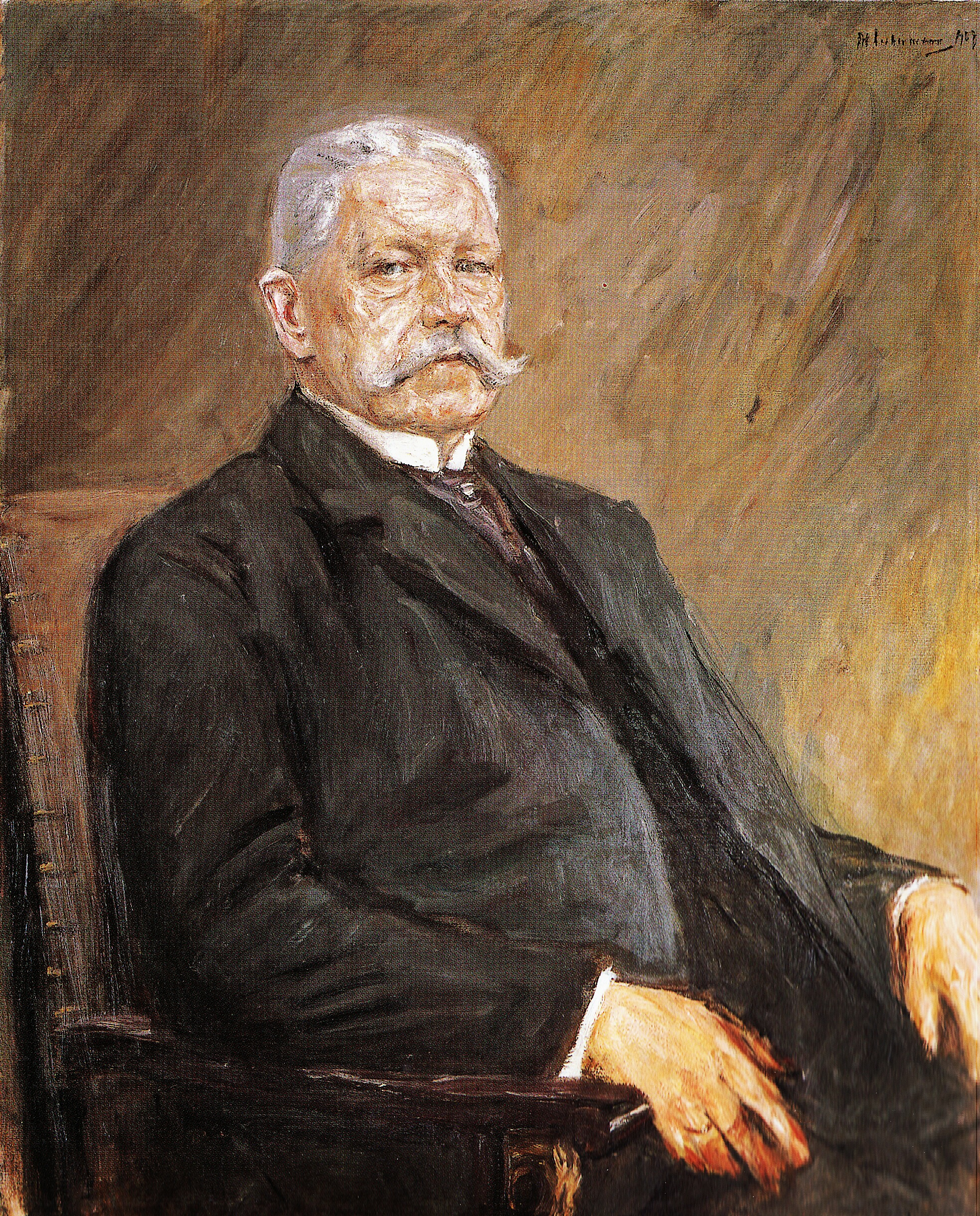
Reichspräsident Paul von Hindenburg, Ölgemälde von Max Liebermann, 1927

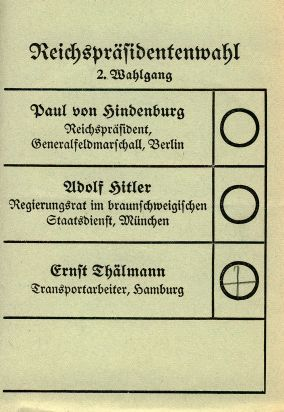
Stimmzettel der Reichspräsidentenwahl 1932

Im ersten Wahlgang der Reichspräsidentenwahl erhielt der Duisburger Oberbürgermeister Karl Jarres, der für den rechtsparteilichen Reichsbürgerblock kandidierte, zwar mit 10,8 Millionen Stimmen die relative Mehrheit, dieser verzichtete allerdings im zweiten Wahlgang zugunsten Paul von Hindenburgs. Am 26. April 1925 wurde Hindenburg als Vertreter des antirepublikanischen „Reichsblocks“, dem Wilhelm Marx vom republikanischen „Volksblock“ gegenüberstand, im zweiten Wahlgang im Alter von 77 Jahren als Nachfolger Friedrich Eberts zum Reichspräsidenten gewählt und am 12. Mai vereidigt. Damit ist er bis heute das einzige deutsche Staatsoberhaupt, das je vom Volk direkt gewählt wurde. Unmittelbar nach der Eidesleistung erklärte er: „Reichstag und Reichspräsident sind beide zusammen die Verkörperung der Volkssouveränität, dieser Grundlage des ganzen deutschen Verfassungswesens.“
In Großbritannien wurde seine Wahl ruhig aufgenommen. Der Daily Chronicle schrieb, es liege kein Bruch des Friedensvertrages vor, und man müsse Deutschland an seinen Taten messen, nicht an seinen Wahlen. Die Times meinte, die Wähler hätten den alten Soldaten als typischen und besten Repräsentanten der Nation gewählt, und es sei das beste für Deutschland und Europa, wenn an der Spitze des Staates ein Mann von Ehre und Tatkraft stünde. In Frankreich war man kritischer. Le Temps merkte an, dass ein ehemaliger Armeeführer gewählt worden sei, was zum Ausdruck bringe, dass Deutschland sich seine Niederlage im Krieg nicht eingestehen wolle.
Im Urteil über Hindenburgs Amtsführung bis zum Beginn der Weltwirtschaftskrise ist die Forschung gespalten. Hagen Schulze etwa betont Hindenburgs Treue zur Weimarer Reichsverfassung, der er als Monarchist zwar distanziert gegenüberstand, die er jedoch bis 1930 hoch gehalten habe „wie die preußische Felddienstordnung“. Hindenburg habe sich durch seinen Amtseid strikt an sie gebunden gefühlt und daher auch bis 1930 ihren Notstandsartikel 48 nie angewendet. Schulzes Berliner Kollege Henning Köhler bestätigt zwar, dass Hindenburg sich bis 1930 verfassungskonform verhielt, macht jedoch darauf aufmerksam, dass der durchaus machtbewusste Präsident Ansätze, seine Amtsbefugnisse durch ein Ausführungsgesetz zum Artikel 48 einzuschränken, hintertrieb. Auch habe er deutlichen Einfluss auf die Zusammensetzung der Kabinette genommen und dabei „deutlich konservative Politiker bevorzugt“.
Im antisemitischen Lager erntete Hindenburg 1927 Kritik, weil er sich für ein Staatsporträt von „dem Juden Liebermann“ malen ließ. Nachdem er 1930 den Young-Plan unterschrieben hatte, der von den rechtsradikalen Parteien als Verpflichtung zu jahrzehntelanger „Versklavung“ des Volkes hingestellt wurde, rückten seine ehemaligen politischen Freunde immer mehr von ihm ab. Hindenburg beschloss, die derzeit regierende Große Koalition unter Kanzler Hermann Müller (SPD) durch eine „antimarxistische und antiparlamentarische“ Regierung zu ersetzen. Die Gelegenheit hierzu ergab sich, nachdem die Große Koalition an der Frage des Beitragssatzes zur Arbeitslosenversicherung zerbrochen war. Am 29. März 1930 berief er Heinrich Brüning (Zentrum) zum Reichskanzler eines Minderheitskabinetts, ohne das Parlament zu konsultieren. Damit begann die Zeit der Präsidialkabinette, in denen der jeweilige Kanzler hauptsächlich vom Vertrauen des Präsidenten abhängig sein sollte. Ganz gelang die geplante Ausschaltung des Parlaments indes nicht, da der Reichstag die von der Regierung gemäß Artikel 48 der Reichsverfassung erlassenen Notverordnungen jederzeit aufheben konnte. Als er das im Juni 1930 tat, löste Hindenburg ihn kurzerhand auf – eine folgenschwere Entscheidung, denn dieser Reichstag war der letzte, in dem die demokratischen Parteien die Mehrheit hatten. Da die beginnende Weltwirtschaftskrise zur Radikalisierung großer Teile der Wähler geführt hatte, stieg der Stimmanteil der beiden extremen Parteien, der KPD und vor allem der Nationalsozialistischen Deutschen Arbeiterpartei (NSDAP). Damit war die politische Notlage, die nach dem Sinn der Verfassung durch die Anwendung der Artikel 48 und 25 doch eigentlich behoben werden sollte, durch die Politik Hindenburgs erst herbeigeführt worden.
Um weitere Parlamentsauflösungen zu verhindern, beschloss daraufhin die SPD, künftig die Regierung Brüning zu tolerieren, das heißt, gegen weitere Anträge der extremistischen Parteien auf Aufhebung der Notverordnungen zu stimmen. Damit war der zweite Teil von Hindenburgs Plan gescheitert. Die Regierung blieb weiter abhängig vom Parlament und von den bei Hindenburg verhassten Sozialdemokraten.

### Wiederwahl 1932
Brüning wollte dem 84-jährigen einen weiteren Wahlkampf ersparen und plante im Herbst 1931, die Amtszeit des Reichspräsidenten mit einer Zweidrittelmehrheit im Reichstag verlängern zu lassen. Das scheiterte am Widerstand der KPD und der DNVP. Daraufhin versuchte man den greisen Reichspräsidenten dazu zu bewegen, sich doch noch einmal zur Wahl zu stellen. Reichswehrminister Groener musste aber feststellen „Der Alte vom Berge will sich nicht küren lassen, wenn nicht auch die Rechtser mitmachen“. Daraufhin begann Kurt von Schleicher, der Chef des Ministeramtes im Reichswehrministerium, komplizierte Verhandlungen mit dem Unternehmer und DNVP-Vorsitzenden Alfred Hugenberg und der NSDAP. Die forderten die Entlassung Brünings als Vorbedingung und die Übertragung der Macht an sie. Schleicher bot die Bildung einer Rechtsregierung unter Groener oder dem bis dahin weitgehend unbekannten Hermann von Lüninck an, in der Brüning aber Außenminister bleiben sollte: Hindenburg wollte wegen der sich abzeichnenden Erfolge in der Reparationspolitik unbedingt an ihm festhalten, eine Parteidiktatur der Nationalsozialisten lehnte er ab. Der Stahlhelm, Bund der Frontsoldaten, der Hindenburg als Ehrenmitglied führte, wäre zu einer solchen Lösung bereit gewesen, doch Hitler und Hugenberg stellten Maximalforderungen und spalteten so die erst im Oktober 1931 gebildete Harzburger Front. Am 14. Februar 1932 willigte Hindenburg in eine erneute Kandidatur ein, um die ihn der Kyffhäuserbund, ein weiterer rechtsstehender Veteranenverband, gebeten hatte. Deutschnationale und Nationalsozialisten konnten sich auf keinen gemeinsamen Kandidaten einigen und traten mit dem frisch eingebürgerten Hitler und Theodor Duesterberg, dem Vorsitzenden des Stahlhelm, gegeneinander an. Alle demokratischen Parteien, einschließlich der Sozialdemokraten und des Zentrums, stellten sich nun hinter den überzeugten Monarchisten Hindenburg, um Hitler als Reichspräsidenten zu verhindern. Erst im zweiten Wahlgang erhielt Hindenburg am 10. April 1932 die nötige Mehrheit und wurde für weitere sieben Jahre in seinem Amt bestätigt.

### Der Osthilfeskandal
Hindenburg sollte 1927 zu seinem 80. Geburtstag den alten Familienbesitz Gut Neudeck von einem Freundeskreis um Elard von Oldenburg-Januschau geschenkt bekommen, nachdem Hindenburgs Familie es aus finanziellen Gründen nicht mehr hatte halten können. Die gesammelten Mittel reichten jedoch bei weitem nicht aus und wurden durch Sammlungen in Vereinen, vor allem jedoch durch Spenden der Wirtschaft so aufgestockt, dass schließlich der Betrag von 1 Million Reichsmark erreicht wurde. Um Erbschaftsteuern zu sparen, wurde es gleich auf seinen Sohn Oskar überschrieben. Dieses im Prinzip legale, jedoch für einen Mann in seiner Position anrüchige Verhalten schädigte sein Ansehen. Außerdem gab es Korruptionsvorwürfe gegen Hindenburg im Zusammenhang mit dem zwei Jahre darauf verabschiedeten „Ostpreußengesetz“, das den Kreis der Schenker und anderer Junker wirtschaftlich begünstigte. Diese Vorgänge und die anschließenden Auseinandersetzungen und Untersuchungen gingen als Osthilfeskandal in die Geschichte ein. Historiker vermuten, dass diese Verwicklungen Hindenburgs Entscheidung für Hitler beeinflusst haben könnten.

### Von Papen zu Schleicher

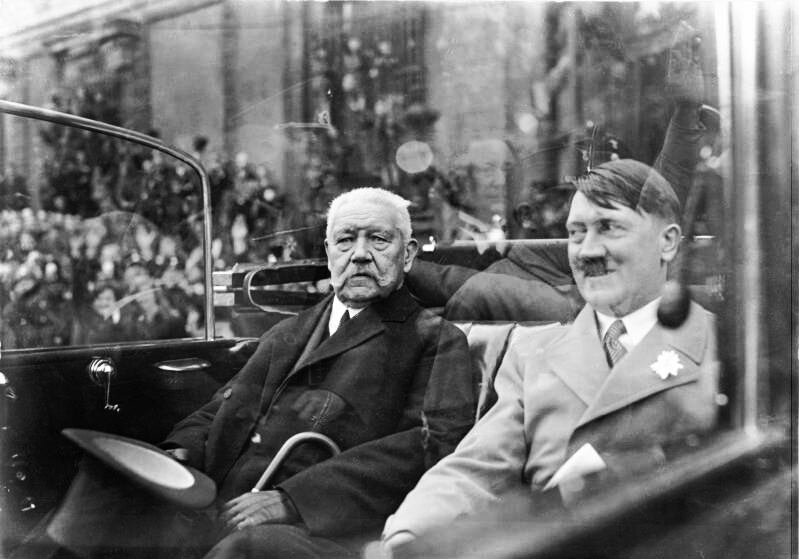
Hindenburg und Hitler (Mai 1933)

Nach der Wahl war Hindenburg enttäuscht, dass er von „‚Marxisten‘ und ‚Katholen‘“ wiedergewählt worden und die Ausweitung der Regierung Brüning nach rechts missglückt war. Diese Haltung verstärkte sich noch, als Groener am 13. April 1932 die SA verbieten ließ. Hindenburg geriet noch stärker als zuvor unter den Einfluss der Kamarilla, eines Kreises von politisch rechten Freunden und Weggefährten, die eine Einbindung der Massenpartei NSDAP in ein autoritäres Regime wünschten. Zu diesen gehörten unter anderen Oskar, der „in der Verfassung nicht vorgesehene Sohn des Reichspräsidenten“ (so ein viel zitiertes Bonmot Kurt Tucholskys), Otto Meissner, der Leiter seines Präsidialbüros, ferner sein Nachbar auf Neudeck Elard von Oldenburg-Januschau sowie Generalleutnant Schleicher und schließlich Franz von Papen. Diese überredeten Hindenburg, Brüning zu entlassen und stattdessen von Papen zum Reichskanzler zu ernennen, der „mehr nach rechts“ regieren sollte. (Hindenburgs Biographen, insbesondere Wolfram Pyta und sein früherer Biograph Dorpalen, heben hervor, dass Hindenburg diese Entscheidungen in eigener Verantwortung getroffen habe. Beide Biographien und Memoiren von Beteiligten – etwa Meissner – relativieren den Einfluss der Berater und heben Hindenburgs Eigenverantwortung bei diesen Entscheidungen hervor.) Als dies nicht zum Erfolg führte, erwog der Kreis kurzfristig einen Staatsstreich, um ein autoritäres Regime zu errichten, doch weigerte sich Schleicher, dafür die Reichswehr zur Verfügung zu stellen.
Letztlich stand der Reichspräsident nur noch vor der Alternative: Entweder würde er erneut eine Präsidialregierung ohne Rückhalt im Volk einsetzen, was möglicherweise zu einem Bürgerkrieg führen würde, den die Reichswehr – wie entsprechende von Reichswehrminister Schleicher in Auftrag gegebene Planspiele in seinem Ministerium Anfang Dezember 1932 zeigten – nicht gewinnen könne, oder er bildete eine Mehrheitsregierung im Reichstag bzw. eine Regierung, die zwar formal eine Minderheitsregierung war, jedoch begründete Aussicht haben würde, eine Mehrheit im Reichstag zu erlangen. Dieses war seit den Wahlen im Juli ohne eine Beteiligung der Nationalsozialisten nicht mehr möglich. Schleicher sondierte daher verschiedene Möglichkeiten, die Nationalsozialisten zur Unterstützung der Reichsregierung zu bewegen, und erklärte sich sogar mit einer Reichskanzlerschaft einverstanden, etwa in einem vom Zentrum tolerierten Minderheitskabinett. Davon wollte Hindenburg aber nichts wissen: Am 10. August 1932 lehnte er es rundheraus ab, den „böhmischen Gefreiten“ zum Reichskanzler zu ernennen. Dennoch vermittelte Schleicher ein Treffen Hitlers mit Hindenburg, das für jenen aber enttäuschend ausfiel: Der Reichspräsident fragte, ob Hitler bereit sei, sich an der Regierung Papen zu beteiligen, und als der ablehnte und stattdessen das Amt des Reichskanzlers für sich verlangte, erklärte Hindenburg, „er könne es vor Gott, seinem Gewissen und dem Vaterlande nicht verantworten, einer Partei die gesamte Regierungsgewalt zu übertragen, noch dazu einer Partei die einseitig gegen Andersdenkende eingestellt wäre“. Damit war das Gespräch nach zwanzig Minuten auch schon zu Ende. Besonders empört zeigte sich Hindenburg, dass Hitler den als homosexuell bekannten SA-Chef Ernst Röhm mitgebracht hatte, weshalb er gezwungen gewesen war, dem „‚Hinterlader‘ die Hand zu geben“.
Auch die Reichstagswahl im November 1932 brachte keine Möglichkeit einer Regierungsbildung ohne die NSDAP. Am 6. November sprach sich ein „Deutscher Ausschuss“ unter der Überschrift „Mit Hindenburg für Volk und Reich!“ für die Regierung Papen, für die DNVP und gegen die NSDAP aus. Diesen Aufruf hatten insgesamt 339 Persönlichkeiten unterschrieben, darunter mehrere Dutzend Großindustrielle wie Ernst von Borsig, der Vorsitzende des Bergbauvereins Ernst Brandi, Fritz Springorum und Albert Vögler. Am 19. November 1932 erhielt Hindenburg eine gegenläufige Eingabe von zwanzig Industriellen, mittelständischen Unternehmern, Bankiers und Agrariern mit der Aufforderung, Adolf Hitler zum Reichskanzler zu ernennen. Am 19. November empfing Hindenburg im Rahmen der Beratungen mit Parteiführern, die nach einer Reichstagswahl üblich waren, auch Hitler. Dabei bot er ihm an, die Nationalsozialisten könnten einige Ministerposten in einer überparteilichen Regierung bekommen. Wörtlich sagte Hindenburg:

„Helfen Sie mir. Ich erkenne durchaus den großen Gedanken an, der in Ihnen und Ihrer Bewegung lebt, und würde es daher begrüßen, Sie und Ihre Bewegung an der Regierung beteiligt zu sehen. Ich zweifle durchaus nicht an der Ehrlichkeit Ihrer Absichten, aber zu einem Parteienkabinett kann ich mich nicht entschließen.“

Bei einem zweiten Treffen am 21. November bot Hindenburg Hitler doch die Kanzlerschaft an: Er solle sich bis zum 24. November Koalitionspartner suchen, mit denen er eine stabile Mehrheit im Reichstag hätte, und ein Regierungsprogramm vorlegen. Hitler bestand aber darauf, ein Präsidialkabinett zu leiten, das heißt, auch Notverordnungen nach Artikel 48 erlassen zu dürfen. Eine Einigung kam nicht zustande. Statt seiner berief Hindenburg am 2. Dezember 1932 Kurt von Schleicher zum Reichskanzler. Der versuchte noch, Teile der NSDAP um Gregor Strasser von Hitler weg in eine Querfront zu bringen, doch dies misslang. Als Schleicher dann seinerseits vorschlug, den Reichstag aufzulösen und unter Bruch der Reichsverfassung bis auf Weiteres keinen neuen wählen zu lassen, entzog ihm Hindenburg seine Unterstützung.

### Ernennung Hitlers und politisches Ende

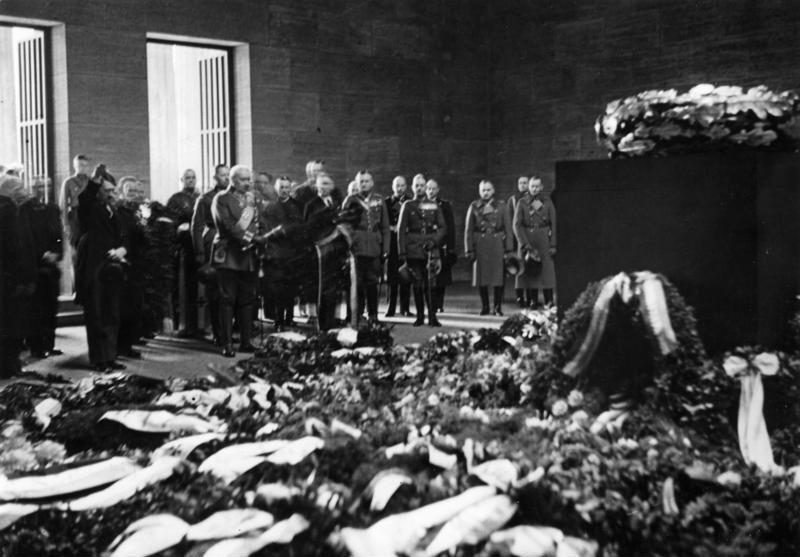
Hindenburg und Hitler beim Volkstrauertag 1933 im Berliner Reichsehrenmal (Neue Wache)

Nachdem sich Hitler, Papen und Hugenberg inzwischen auf einen Reichskanzler Hitler, Papen als Vizekanzler und ein Kabinett aus nur zwei NSDAP-Ministern geeinigt hatten, berief Hindenburg am 30. Januar 1933 Hitler zum Reichskanzler (sog. Machtergreifung). Am 1. Februar 1933 löste Hindenburg den Reichstag auf, damit der die neue Regierung, die im Parlament keine Mehrheit hatte, nicht abwählen konnte. Im Laufe des Februars wurde eine ganze Reihe von Maßnahmen wie die „Verordnung des Reichspräsidenten zum Schutze des Deutschen Volkes“ (4. Februar) und (unmittelbar nach dem Reichstagsbrand vom 27. Februar 1933) die „Verordnung des Reichspräsidenten zum Schutz von Volk und Staat“ (28. Februar) erlassen, mit denen die Grundrechte bis zum Ende des Zweiten Weltkrieges außer Kraft gesetzt wurden. In der Folge kam es zu Massenverhaftungen von Anhängern der KPD und der SPD. Wolfram Pyta zufolge entwickelten sich im Februar 1933 „Strukturen einer symbiotisch zu nennenden Beziehung“ zwischen Hindenburg und Hitler, die „dem konservativen Konzept der Zähmung Hitlers“ das Fundament entzogen.
Am 21. März 1933, dem sogenannten Tag von Potsdam, wurde der neu gewählte Reichstag in der Potsdamer Garnisonkirche, der Grablege Friedrichs des Großen, eröffnet. Der Staatsakt war keineswegs, wie vielfach angenommen, von Joseph Goebbels vorbereitet worden, sondern federführend vom Reichsinnenministerium unter der Beteiligung etlicher anderer Akteure, nicht zuletzt auch durch Hindenburg und Hitler selbst. Durch Ort und Datum der Feier, die zahlreichen Ehrengäste aus der alten Armee sowie durch eine Verneigung Hitlers vor dem greisen Reichspräsidenten wurde eine symbolträchtige Kontinuität zwischen der Kaiserzeit und dem Dritten Reich hergestellt und Hindenburgs hohes Ansehen für das neue Regime instrumentalisiert und vereinnahmt. Geschickt pries Hitler am Ende seiner Rede Hindenburgs Lebensweg und Leistungen. Hindenburg reagierte zu Tränen gerührt auf die Huldigung Hitlers und der anwesenden Spitzen des Reiches, der „endgültige Durchbruch im persönlichen Verhältnis zwischen Hitler und Hindenburg“ war erreicht.
Das am 23. März 1933 mit Zweidrittelmehrheit vom Reichstag verabschiedete Ermächtigungsgesetz hob das in der Weimarer Verfassung festgelegte alleinige Gesetzgebungsrecht des Reichstags auf. Nun konnte die Regierung selbst Gesetze erlassen und war nicht mehr wie bisher auf das Notverordnungsrecht des Reichspräsidenten angewiesen, wobei auf Forderung der bürgerlichen Parteien, allen voran des Zentrums, als Bedingung für ihre Zustimmung zum Ermächtigungsgesetz das Notverordnungsrecht des Reichspräsidenten unangetastet blieb.
Von der Reichsregierung und der Preußischen Regierung erhielt Hindenburg 1933 Dotationen von insgesamt einer Million Reichsmark.
Anfang März 1934 trat Papen an Hindenburg heran, dieser möge ein politisches Testament verfassen, um im Falle der Regierungsunfähigkeit einen „chaotische[n] Zustand“ zu vermeiden. Hindenburg sollte dem deutschen Volk die Einführung der Monarchie empfehlen. Papen glaubte zu diesem Zeitpunkt, Hitler sei der monarchischen Staatsform nicht abgeneigt, und hielt sich selbst für einen geeigneten Reichspräsidenten. Er verfasste einen Entwurf, der sich an Hindenburgs Rechenschaftsbericht in Aus meinem Leben anlehnte. Ende April 1934 informierte Hindenburg den Vizekanzler, dass er keine offizielle Empfehlung zur Staatsform abgeben wolle. Die Monarchie werde er vielmehr Hitler persönlich in einem Brief empfehlen. Anfang Mai 1934 ließ Hindenburg seinen zweiten Adjutanten Wedige von der Schulenburg auf der Grundlage von Papens Entwurf eine Reinschrift erstellen, die außerdem das letzte Kapitel aus Hindenburgs Memoiren und den persönlichen Brief an Hitler enthielt. Die Dokumente wurden in Hindenburgs Arbeitszimmer hinterlegt. Zuvor hatte Hindenburg noch am 4. April 1934 in einem Brief an Hitler auf die Aufnahme einer Frontkämpferklausel im Gesetz zur Wiederherstellung des Berufsbeamtentums gedrängt.
Er selbst brach noch im Juni nach Ostpreußen auf und war in Berlin nicht mehr anwesend. Ende Juni 1934 fanden nach längerer Vorbereitung durch Hitler und dessen Verbündete die Mordaktionen im Rahmen des angeblichen „Röhm-Putsches“ statt. Hierbei wurden mutmaßliche Gegner Hitlers innerhalb und außerhalb der SA mit der Begründung getötet, diese hätten an einem Putschversuch unter Leitung des SA-Führers Ernst Röhm teilnehmen wollen. Ob der greise Hindenburg zusammen mit Reichswehrminister von Blomberg Hitler anlässlich dessen Besuches vom 21. Juni durch verbale Aufforderungen noch angestachelt hat, aktiv zu werden, ist unter Historikern umstritten. Wilhelm von Ketteler, Mitarbeiter der Vizekanzlei und selbst als potenzielles Opfer der Verfolgungsaktion gefährdet, fuhr während des Hausarrests seines Vorgesetzten Franz von Papen selbst nach Ostpreußen und brachte den Reichspräsidenten über Umwege dazu, die Einstellung der Erschießungen anzuordnen, was Hitler befolgte.
Im Juli 1934 verschlechterte sich der Gesundheitszustand Hindenburgs weiter. Bis dahin hatte er seine Dienstpflichten als Reichspräsident noch wahrgenommen. Auch in der Endphase seines Blasenleidens „blieb Hindenburg im Vollbesitz seiner geistigen Kräfte. Erst zwanzig Stunden vor dem Ableben fiel er in Bewusstseinstrübungen, erkannte jedoch Hitler, als dieser den Sterbenden am Nachmittag des 1. August erneut aufsuchte.“

### Tod und Beisetzung

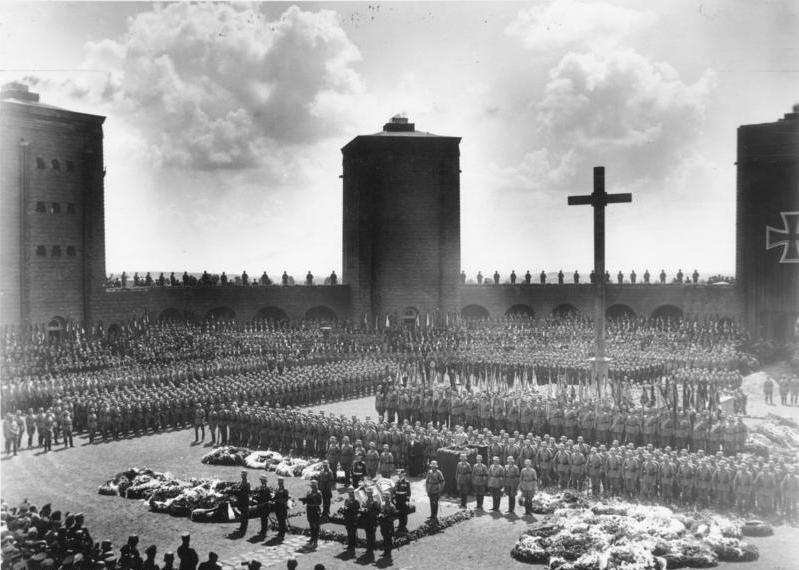
Beisetzung Hindenburgs im Tannenberg-Denkmal, Rede von Adolf Hitler

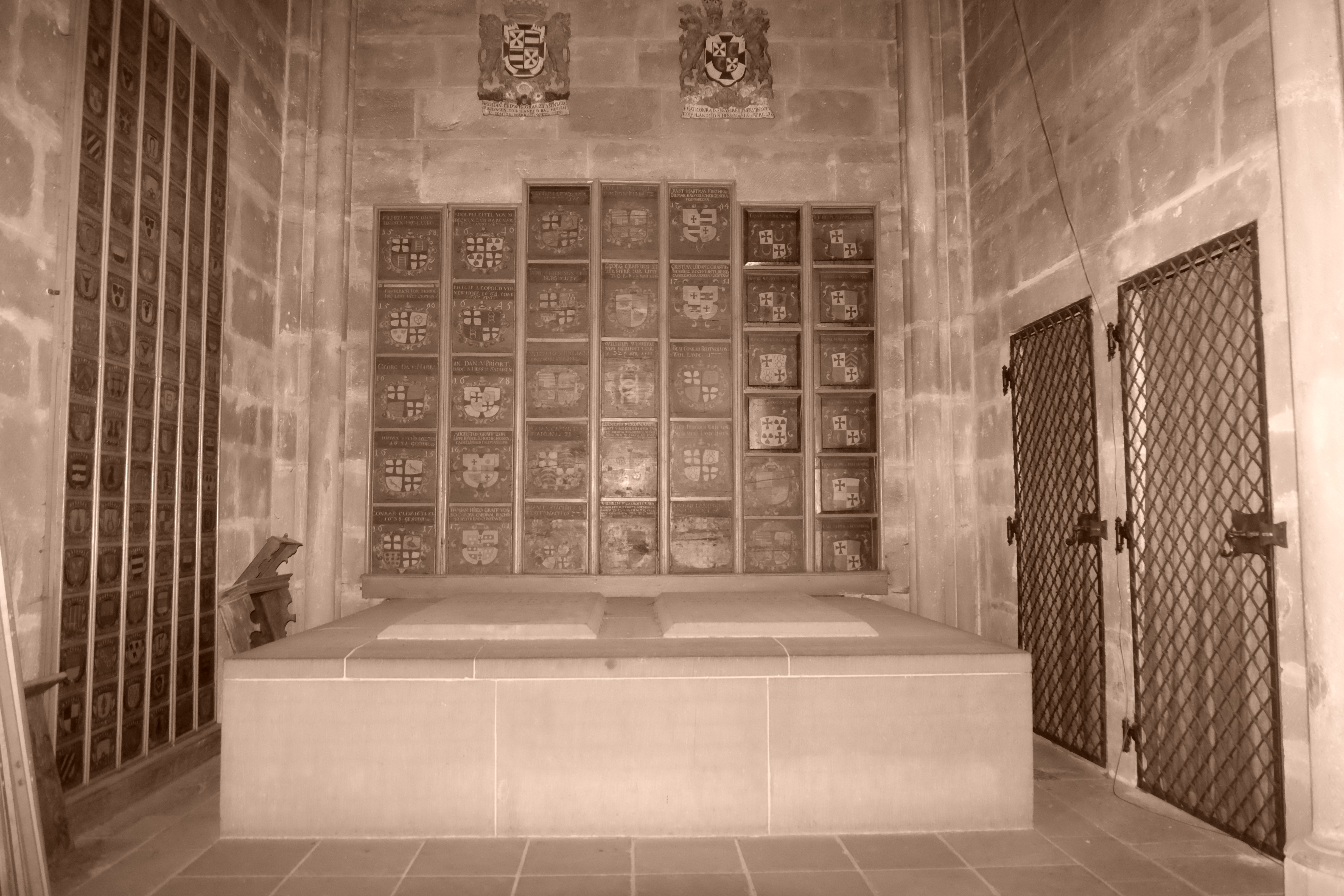
Hindenburgs endgültiges Grab in der Elisabethkirche in Marburg

Am Morgen des 2. August 1934 um 9 Uhr starb Hindenburg im Alter von 86 Jahren auf Gut Neudeck. Dort sollte er eigentlich begraben werden, jedoch organisierte Hitler eine Beisetzung im Denkmal der Schlacht bei Tannenberg.
Das Kabinett Hitler erließ bereits am 1. August, also dem Tag vor Hindenburgs Tod, ein Gesetz über die Zusammenlegung der Ämter des Reichskanzlers und des Reichspräsidenten in der Person Hitlers. Dieses Gesetz trat mit dem Ableben Hindenburgs in Kraft. Oskar von Hindenburg hielt die Dokumente des politischen Testaments seines Vaters eine Woche lang zurück. Am 9. August erhielt sie Papen, der sie am 14. August Hitler übergab. Hitler war von Papen bereits vorab über den Inhalt informiert worden. Den an ihn persönlich gerichteten Brief hielt Hitler zurück und ließ ihn später vermutlich vernichten. Die anderen Dokumente wurden am 15. August als „das politische Testament Hindenburgs“ veröffentlicht. Aus den Umständen der Veröffentlichung lässt sich schließen, dass Hitler, Papen und Oskar von Hindenburg sich abgesprochen hatten, das Testament erst kurz vor der Volksabstimmung über das Staatsoberhaupt des Deutschen Reichs am 19. August 1934 zu veröffentlichen, damit Hitler davon profitieren könne, obwohl Hindenburg ihn darin nicht zu seinem Nachfolger berufen hatte. Am Tag vor der Wahl hielt Oskar von Hindenburg eine Rundfunkrede, in der er behauptete, sein Vater habe in Hitler „seinen unmittelbaren Nachfolger als Oberhaupt des Deutschen Reiches gesehen“. In der Volksabstimmung stimmten fast neunzig Prozent der Wähler dem Gesetz über das Staatsoberhaupt des Deutschen Reiches zu.
Beim Anrücken der Roten Armee im Januar 1945 brachte die Wehrmacht die Särge Hindenburgs und seiner Frau aus dem Tannenberg-Denkmal auf den Leichten Kreuzer Emden, um sie von Königsberg nach Pillau und von dort mit dem Passagierschiff Pretoria nach Stettin zu transportieren. Zusammen mit den Särgen der preußischen Könige Friedrich II. und Friedrich Wilhelm I., den Fahnen und Standarten des deutschen Heeres von 1914–1918, den Akten des Auswärtigen Amtes, Bildern aus preußischen staatlichen Museen, der Bibliothek von Schloss Sanssouci und den preußischen Kronjuwelen wurden sie auf Anordnung Hitlers in einem als Munitionslager genutzten Salzbergwerk im thüringischen Bernterode eingelagert und vermauert. Dort spürte sie Ende April 1945 die Monuments, Fine Arts, and Archives Section der US-Army auf und ließ sie vor dem Besatzungswechsel zur Roten Armee in die amerikanische Besatzungszone nach Marburg transportieren, wo sie schließlich in der Nordturmkapelle der Elisabethkirche ihre letzte Ruhestätte fanden. Ohne Hindenburg namentlich zu nennen, erinnert eine Messingtafel neben der Begräbnisstätte an die Opfer von Krieg und Gewalt. Hindenburgs Nachlass befindet sich zum Teil im Bundesarchiv.

## Ehrungen und deren Rücknahme

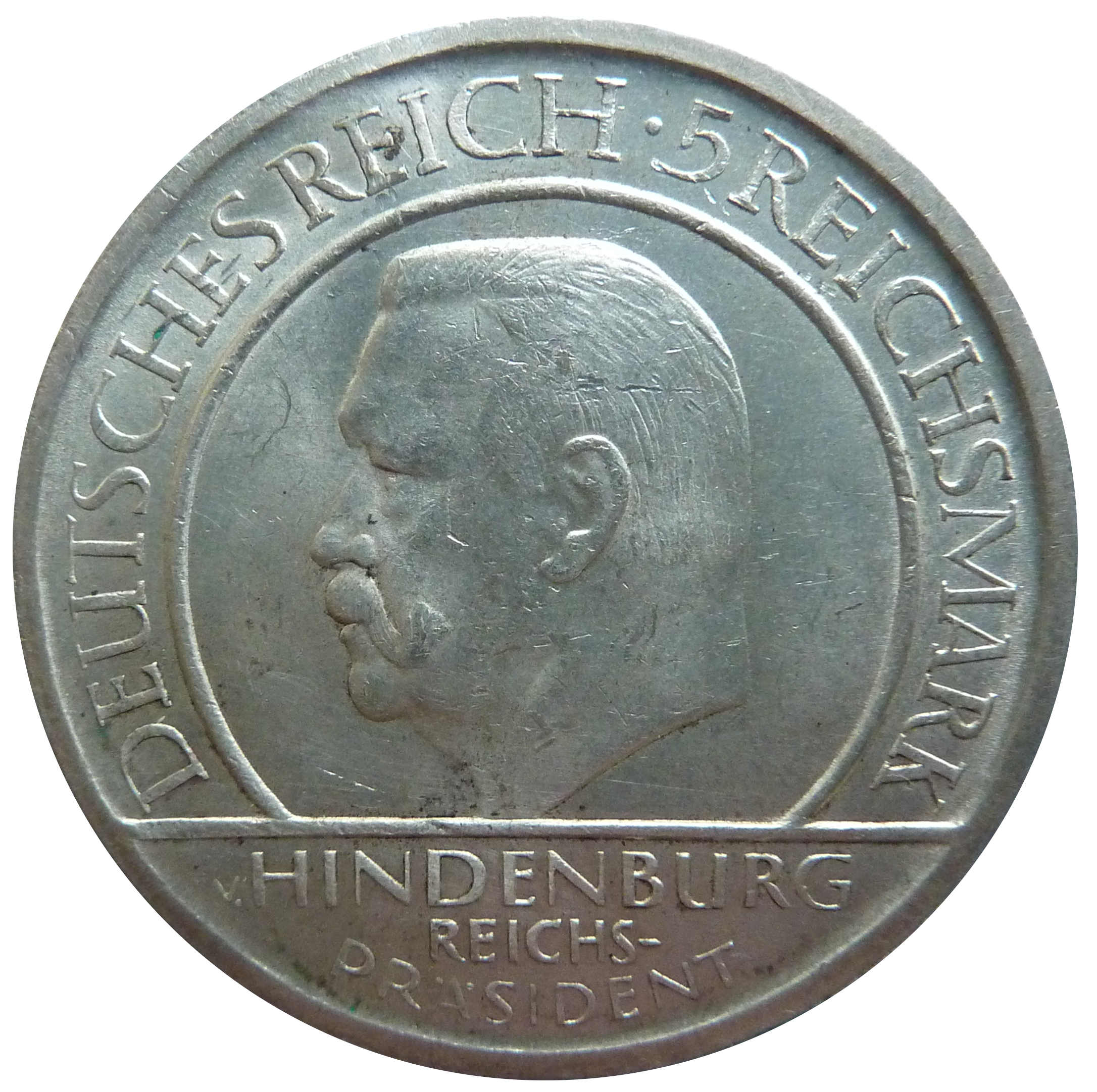
5-Reichsmark-Münze zum Verfassungstag 1929

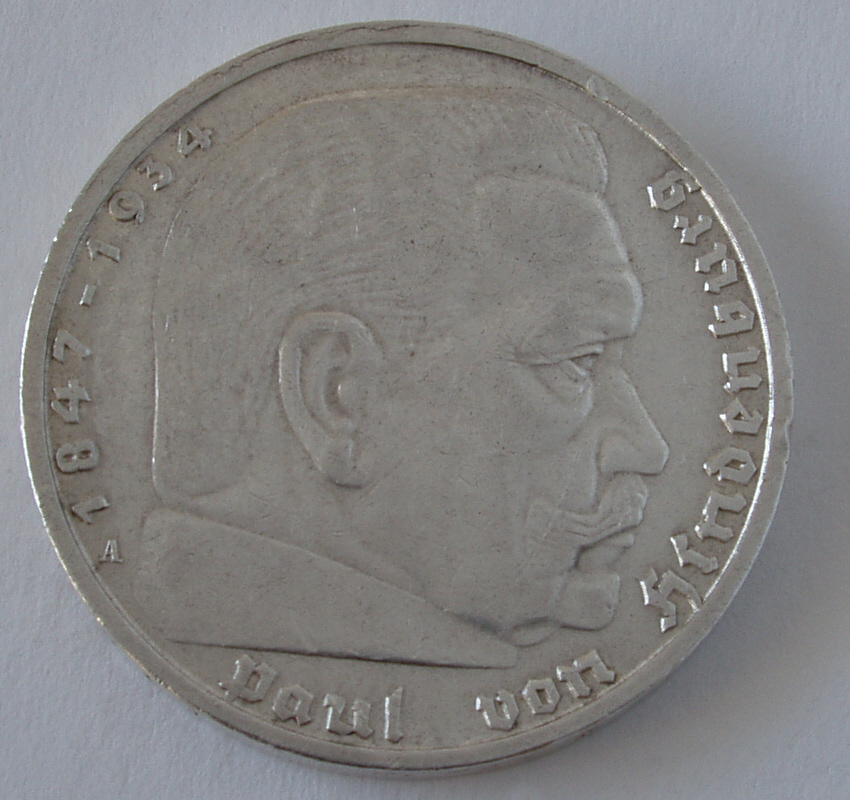
Ab 1935 geprägte 5-Reichsmark-Münze

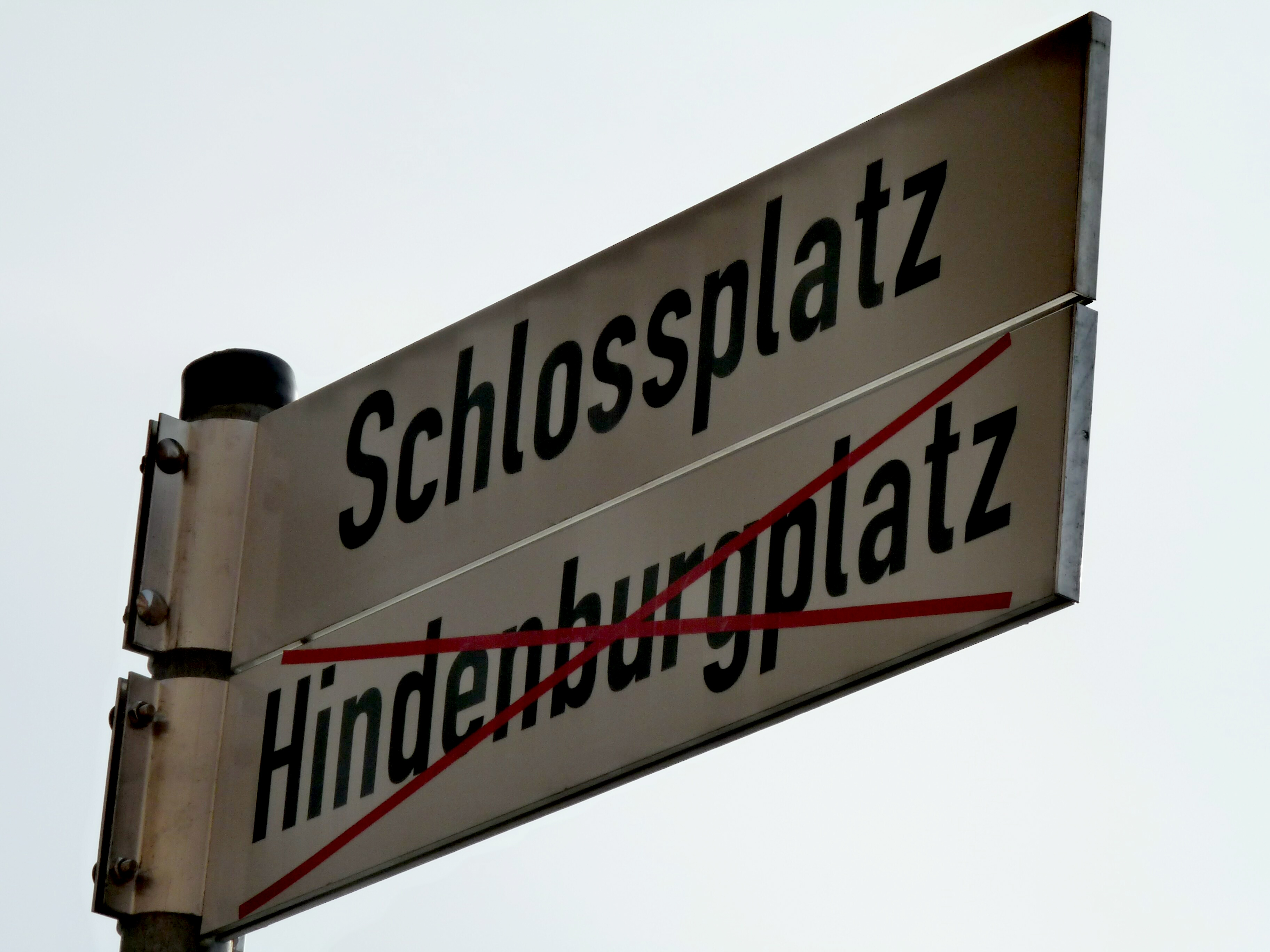
Münster 2012: Straßenschild „Schlossplatz“ mit zusätzlicher Angabe „Hindenburgplatz“

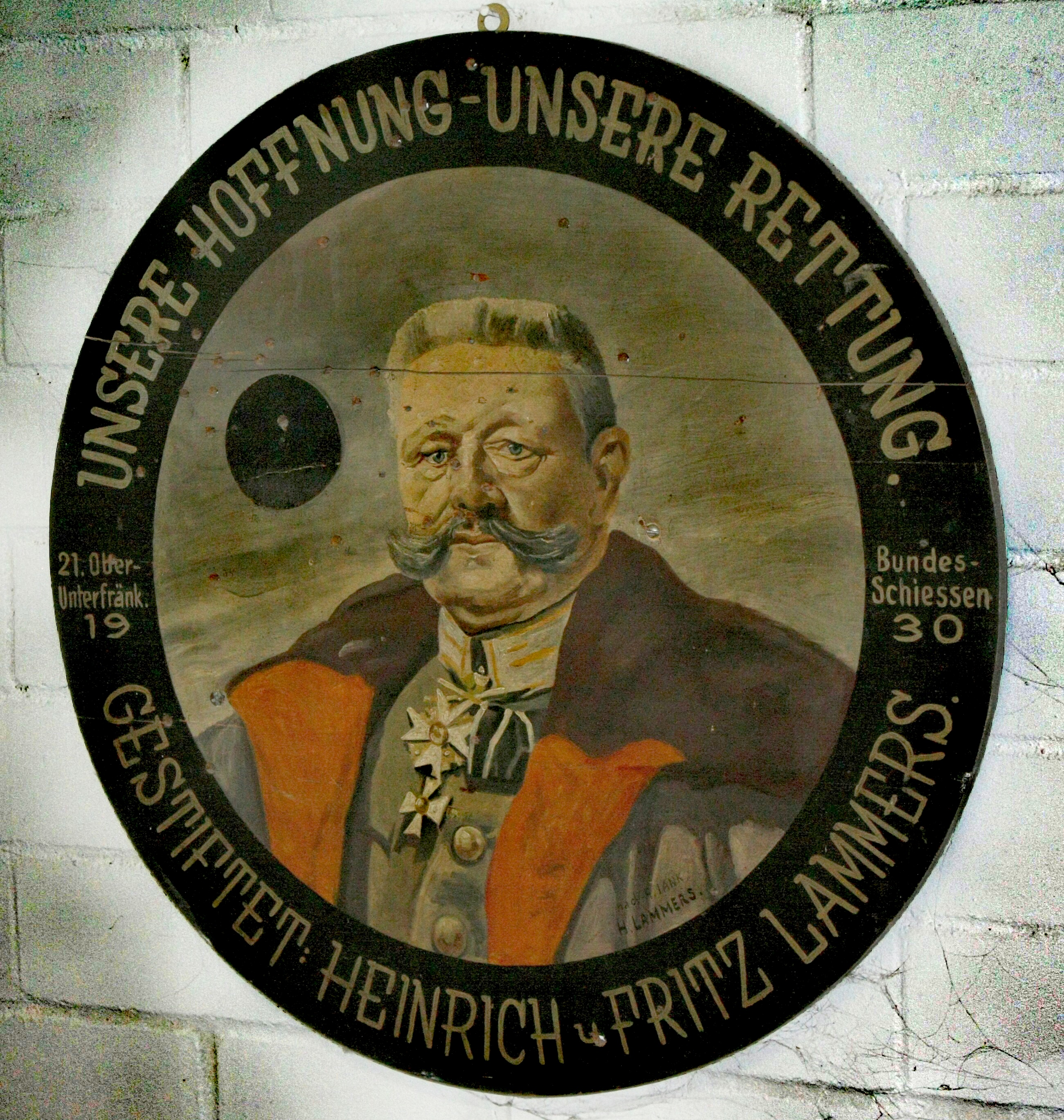
Schützenscheibe mit Hindenburg

### Ehrenbürgerschaften
Hindenburg wurde bereits während des Ersten Weltkriegs Ehrenbürger von mehreren Städten und Gemeinden. Die Zahl wuchs insbesondere von 1933 bis zu seinem Tod 1934 auf insgesamt 3824 Ehrenbürgerschaften. Seit den 1970er-Jahren gab es in vielen Städten und Gemeinden erinnerungskulturelle Bürgerdiskussionen und geschichtspolitische Initiativen zum Widerruf der Ehrenbürgerschaft Hindenburgs.
Seit dem Ende des NS-Regimes haben zahlreiche Kommunen wie Dortmund, Köln, Karlsruhe, Leipzig, München, Münster, Potsdam, Stuttgart und Konstanz die eigentlich mit dem Tod ohnehin nicht mehr vorhandene Ehrenbürgerschaft als NS-belastet gelöscht. An anderen Orten gab es entsprechende Initiativen, die sich nicht durchsetzten. Im Januar 2020 strich Berlin Hindenburg von der Ehrenbürgerliste.

### Ehrendoktorwürden
Hindenburg war Ehrendoktor aller vier Fakultäten der Universität Königsberg, der Rechts- und Staatswissenschaften der Universität Breslau, der juristischen und philosophischen Fakultät der Universität Bonn sowie der juristischen Fakultät der Universität Graz. Gleichzeitig war Hindenburg Dr.-Ing. E. h. aller Technischen Hochschulen der Weimarer Republik und der Freien Stadt Danzig sowie Dr. med. vet. h. c. der Tierärztlichen Hochschule Hannover. Zudem war er Ehrenbürger der Universitäten Göttingen, Königsberg, Köln und Jena sowie der Technischen Hochschule Stuttgart, der Forstwirtschaftlichen Hochschule Eberswalde und der Tierärztlichen Hochschule Hannover.

### Orden
Hindenburg war Träger folgender Orden (Auswahl):
- Schwarzer Adlerorden
- Großkreuz des Eisernen Kreuzes mit dem Goldenen Stern
- Großkreuz des Militär-St.-Heinrichs-Ordens
- Pour le Mérite mit Eichenlaub
- Großkreuz des Militär-Maria-Theresien-Ordens
- Österreichisches Militärverdienstkreuz I. Klasse
- Orden der heiligen Tamara
- Ritter des Ordens vom Goldenen Vlies (Spanien)

Hindenburg war Ehrenkommendator des Johanniterordens und Dechant des Domstifts Brandenburg.

### Namenspatenschaften, Diskussionen und Rücknahmen

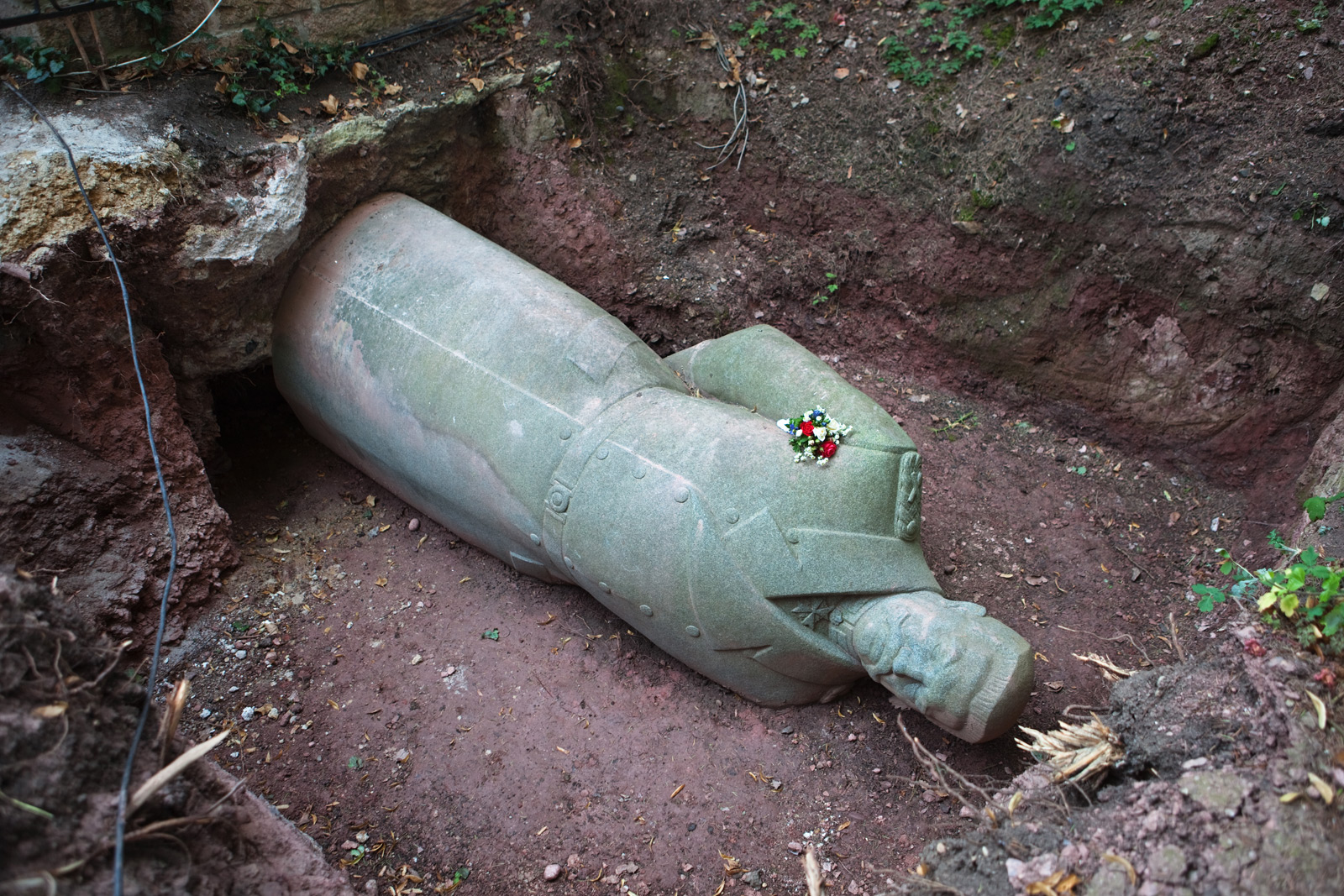
Freigelegtes Hindenburg-Standbild unterhalb des Kyffhäuserdenkmals (2009)

Zahlreiche Straßen, Plätze, Brücken und öffentliche Einrichtungen wie Schulen oder Kasernen wurden nach ihm benannt, ebenso wie der 1927 durch ihn eingeweihte Hindenburgdamm nach Sylt. Der Ort Zabrze in Oberschlesien benannte sich in Anerkennung seiner Verdienste am 21. Februar 1915 in Hindenburg um. Seit 1946 heißt die Stadt wieder Zabrze. Ramsau bei Berchtesgaden taufte 1933 die bis dahin als „Große Linde“ bekannte mächtige einzeln stehende Linde in Hindenburglinde um. In der Hindenburg-Gedächtniskirche Stetten ordnete das französische Militärgouvernement 1948 die Verdeckung der Hindenburg-Plastik an. 1980 wurde sie wieder freigelegt.
Auch Schiffe und Luftschiffe wurden nach Paul von Hindenburg benannt. Im Ersten Weltkrieg trug ein Schlachtkreuzer der Derfflinger-Klasse, die Hindenburg, seinen Namen. Die Kriegsmarine plante angeblich, einem der projektierten Schlachtschiffe der H-Klasse den Namen Hindenburg zu geben. Bekannter wurde der Zeppelin LZ 129 „Hindenburg“, mit dem die deutsche Passagierluftschifffahrt ihren Höhepunkt und 1937 ihr Ende erreichte, als er bei der Katastrophe von Lakehurst verbrannte. Die Luftwaffe führte das Kampfgeschwader 152 „Hindenburg“ und das Kampfgeschwader 1 „Hindenburg“ in ihren Reihen.
In der DDR wurden seit ihrer Gründung alle nach Hindenburg benannten Straßen und Objekte wie der Finower Wasserturm um- oder rückbenannt. Mehrere Jahrzehnte nach dem Ende des NS-Regimes folgten in vielen Kommunen der ehemaligen BRD Umbenennungen von nach Hindenburg benannten öffentlichen Orten wegen dessen NS-Belastung. 2006 wurde die Hindenburgschule in Nienburg/Weser nach der Verlegerin Marion Gräfin Dönhoff umbenannt. Im April 2009 änderte das Hindenburg-Gymnasium Trier seinen Namen in Humboldt-Gymnasium. Die daran angrenzende Hindenburgstraße sollte laut Beschluss des Trierer Stadtrates vom Juli 2020 ebenfalls umbenannt werden. Im Jahre 2021 wurde die Benennung der Straße nach der in Trier geborenen Schriftstellerin Gerty Spies beschlossen. Die Anton-Leo-Schule in Bad Säckingen war die letzte nach Hindenburg benannte Schule, sie wurde 2013 umbenannt. Dies war zuvor trotz mehrerer Initiativen gescheitert.
Im März 2012 beschloss der Rat der Stadt Münster die Umbenennung des Hindenburgplatzes in Schlossplatz. Entsprechende Initiativen waren in den Nachkriegsjahrzehnten immer wieder gescheitert, zuletzt 1998. Ein Bürgerbegehren gegen den Ratsentscheid war letztlich nicht erfolgreich, bei einem Bürgerentscheid im September 2012 lehnten es fast 60 Prozent der Münsteraner Wähler ab, den Platz erneut in seinen alten Namen Hindenburgplatz umzubenennen.
In Ludwigsburg scheiterte am 30. Juli 2015 die Vorlage der Stadtverwaltung, die Hindenburgstraße umzubenennen, an der Ablehnung der CDU-Fraktion, der Fraktion der Freien Wähler und des Stadtrats der Republikaner. Zudem lehnte ein Stadtrat der FDP die Vorlage ab.
2014 berief die Stadt Hannover einen Beirat aus Fachleuten zur Überprüfung, ob es bei Personen als Namensgeber für Straßen „eine aktive Mitwirkung im Nazi-Regime oder schwerwiegende persönliche Handlungen gegen die Menschlichkeit gegeben hat“. Er regte die Umbenennung der Hindenburgstraße an. Nach der Darstellung dieses Beirats habe Hindenburg „Hitler den Weg zur Macht geebnet und alle politischen Maßnahmen Hitlers mitgetragen“. Dies könne auch nicht dadurch relativiert werden, dass Hindenburg „nicht mehr Herr seiner Entscheidungen“ gewesen sei, denn diesbezügliche Thesen seien widerlegt. 2018 beschloss der Bezirksrat die Umbenennung in Loebensteinstraße nach Lotte-Lore Loebenstein, einem 10-jährigen jüdischen Mädchen, das im Holocaust starb. Die Umbenennung wurde 2023 vollzogen.
Im Mai 2019 beschloss auch die Stadt Darmstadt die Umbenennung ihrer Hindenburgstraße. Die Umbenennung in Fritz-Bauer-Straße erfolgte am 1. Mai 2023.
In Freiburg wurde nach Gemeinderatsbeschluss 2020 unter anderem die Hindenburgstraße in Otto-Wels-Straße umbenannt.
Der letzte Teil der Hindenburgstraße in Hamburg-Alsterdorf ist im Mai 2025 in Traute-Lafrenz-Straße umbenannt worden.
Siehe auch: Hindenburgallee, Liste von Hindenburgstraßen, Hindenburgplatz, Hindenburgbrücke, Hindenburgschule, Hindenburg-Kaserne, Hindenburgufer, Hindenburgschleuse, Hindenburgpark, Hindenburgturm, Hindenburgdamm

### Briefmarken
Die Briefmarken-Jahrgänge von 1928 bis 1936 der Deutschen Reichspost enthielten zwei Freimarkenserien mit dem Porträt Hindenburgs. Nach seinem Tod waren die Serienmarken ab Anfang September 1934 mit schwarzem Trauerrand überdruckt.

### Sonderausstellung im Zeughaus Berlin 1935
In der unter Direktor Konteradmiral a. D. Hermann Lorey mit dem Titel „Generalfeldmarschall von Hindenburg. Bilder und Dokumente. Gedächtnisschau 1915–1935.“ konzipierten Sonderausstellung 3, 1935, im Zeughaus (Berlin) setzte die nationalsozialistische Propaganda öffentlichkeitswirksam den Weg zur Heldenverehrung und Übernahme der Ansicht des „im Felde unbesiegten“ deutschen Soldaten fort.

## Schriften
- Aus meinem Leben. Hirzel, Leipzig 1920 (Digitalisat im Internet Archive).
- Briefe, Reden, Berichte. Herausgegeben und eingeleitet von Fritz Endres. Langewiesche-Brandt, Ebenhausen 1934.
- Geleitworte schrieb Hindenburg zu:
  - Heinrich Beenken (Hrsg.): Was wir verloren haben. Entrissenes doch nie vergessenes deutsches Land. Zillessen, Berlin 1920.
  - Gerhard Schultze-Pfaelzer: Von Spa nach Weimar. Die Geschichte der deutschen Zeitenwende. Grethlein & Co., Zürich 1929.

## Filme
- Ostpreussen und sein Hindenburg, D 1916, Regie: Gustav Trautschold, Richard Schott
- The Kaiser, the Beast of Berlin, USA 1918, Regie: Rupert Julian, mit Jay Smith als Paul von Hindenburg
- Yankee Doodle in Berlin, USA 1919, Regie: F. Richard Jones, mit Bert Roach als Paul von Hindenburg
- Tannenberg, D 1932, Regie: Heinz Paul, mit Klaus Koerner als Hindenburg
- Stresemann, BRD 1956, Regie: Alfred Braun, mit Artur Malkowsky als Hindenburg
- Das Lied der Matrosen, DDR 1958, Regie: Kurt Maetzig, mit Eduard von Winterstein als Hindenburg
- Hindenburg, D 2013, Dokumentarfilm, 90 Min., Buch und Regie: Christoph Weinert